# Bruckmühle (Weidenberg)
Bruckmühle ist ein Gemeindeteil des Markts Weidenberg im Landkreis Bayreuth (Oberfranken, Bayern). Bruckmühle liegt in der Gemarkung Neunkirchen am Main.

## Geografie
Die Einöde liegt am rechten Ufer des Roten Mains. Ein Anliegerweg führt zu einer Gemeindeverbindungsstraße bei Neunkirchen am Main (0,2 km südwestlich), die unmittelbar südlich in die Bundesstraße 22 mündet.

## Geschichte
Bruckmühle gehörte zur Realgemeinde Neunkirchen am Main. Gegen Ende des 18. Jahrhunderts bestand Bruckmühle aus einem Anwesen. Die Hochgerichtsbarkeit stand dem bayreuthischen Stadtvogteiamt Bayreuth zu. Die Grundherrschaft über die Mühle hatte das Hofkastenamt Bayreuth.
Von 1797 bis 1810 unterstand der Ort dem Justiz- und Kammeramt Bayreuth. Mit dem Gemeindeedikt wurde Bruckmühle dem 1812 gebildeten Steuerdistrikt Neunkirchen am Main und der zugleich gebildeten Ruralgemeinde Neunkirchen am Main zugewiesen. Am 1. Januar 1978 wurde Bruckmühle im Zuge der Gebietsreform in Bayern nach Weidenberg eingemeindet.

### Baudenkmäler
- Bogenbrücke[8]
- Gedenkstein[8]

### Einwohnerentwicklung
| Jahr      | 001819 | 001822 | 001861 | 001871 | 001885 | 001900 | 001925 | 001950 | 001961 | 001970 | 001987 |
| Einwohner | *      | 10     | 8      | 6      | 14     | 15     | 12     | 19     | 10     | 8      | 4      |
| Häuser    |        | 1      |        |        | 1      | 3      | 2      | 2      | 1      |        | 1      |
| Quelle    | [ 10 ] | [ 6 ]  | [ 11 ] | [ 12 ] | [ 13 ] | [ 14 ] | [ 15 ] | [ 16 ] | [ 17 ] | [ 18 ] | [ 1 ]  |

## Religion
Bruckmühle ist evangelisch-lutherisch geprägt und nach St. Laurentius (Neunkirchen am Main) gepfarrt.